# R30: 30th Anniversary World Tour
R30: 30th Anniversary World Tour es el título de un video, cuya versión en audio vendría a conformar el sexto álbum grabado en directo -y el vigesimocuarto en toda su carrera musical- por la agrupación canadiense de rock progresivo Rush. Fue lanzado al mercado en Estados Unidos y Canadá el 22 de noviembre y en Europa y el Reino Unido el 28 de noviembre de 2005. R30: 30th Anniversary World Tour fue editado en video en formato DVD y la edición de lujo tiene incluidos 4 discos (dos en audio en formato CD y los dos en video), que además del concierto, contienen material extra acerca de Rush.

## Características
El concierto fue grabado en directo durante la presentación que hizo la banda el día 24 de septiembre de 2004 en el Festhalle de Fráncfort, Alemania, durante la gira de celebración del 30.º aniversario del lanzamiento de su primer álbum. Varias canciones del concierto fueron deliberadamente omitidas durante la edición del video, pues coincidían con las de su anterior producción en directo, "Rush in Rio" y la banda quería evitar los inconvenientes de mercadear un producto tan similar al anterior. El audio del concierto (en disco compacto) sólo es posible adquirirlo juntamente con el video, aunque la empresa discográfica de Rush (Atlantic Records) ha colocado -en su sitio de Internet- un servicio de descarga digital de las canciones.

## Contenido

### Audio
La lista de las canciones que aparecen en los dos discos de audio son:
Disco 1
1. "R30 Overture" (Finding My Way/Anthem/Bastille Day/A Passage to Bangkok/Cygnus X-1/Hemispheres) (6:42)
2. "The Spirit of Radio" (5:05)
3. "Force Ten" (4:49)
4. "Animate" (5:49)
5. "Subdivisions" (6:09)
6. "Earthshine" (5:41)
7. "Red Barchetta" (6:49)
8. "Roll the Bones" (6:22)
9. "The Seeker" (3:27)
10. "Tom Sawyer" (5:00)
11. "Dreamline" (5:20)

Disco 2
1. "Between the Wheels" (6:17)
2. "Mystic Rhythms" (5:22)
3. "Der Trommler" (solo de batería) (9:01)
4. "Resist" (4:33)
5. "Heart Full of Soul" (2:44)
6. "2112" (Overture/Temples of Syrinx/Grand Finale) (8:23)
7. "Xanadu" (version abreviada) (6:43)
8. "Working Man" (6:13)
9. "Summertime Blues" (3:41)
10. "Crossroads" (3:13)
11. "Limelight" (4:57)

### Video
La lista de los capítulos que aparecen en los discos de video son:
Disco 1
1. "R30 Overture" (Finding My Way/Anthem/Bastille Day/A Passage to Bangkok/Cygnus X-1/Hemispheres)
2. "The Spirit of Radio"
3. "Force Ten"
4. "Animate"
5. "Subdivisions"
6. "Earthshine"
7. "Red Barchetta"
8. "Roll the Bones"
9. "The Seeker"
10. "Tom Sawyer"
11. "Dreamline"
12. "Between the Wheels"
13. "Mystic Rhythms"
14. "Der Trommler" (solo de batería)
15. "Resist"
16. "Heart Full of Soul"
17. "2112" (Overture/Temples of Syrinx/Grand Finale)
18. "Xanadu" (version abreviada)
19. "Working Man"
20. "Summertime Blues"
21. "Crossroads"
22. "Limelight"

Disco 2
1. Entrevista con Geddy Lee en el Estadio Ivor Wynne de Hamilton (Ontario), durante la gira de "Hemispheres" (1979)
2. Entrevista en el estudio de grabación "Le Studio" (Quebec) con los tres miembros de Rush (1981)
3. Entrevistas a los "Artistas de la Década de los '80" con los tres miembros de Rush (1990)
4. Reportaje de la Entrega de los Premios Juno en CBC TV: exaltación de Rush al Salón de la Fama de la Música Canadiense
5. Entrevista con Geddy Lee con motivo del lanzamiento del álbum "Vapor Trails" (2002)
6. Video musical: Fly By Night (1975)
7. Video musical: Finding My Way (en vivo)
8. Video musical: In The Mood (en vivo)
9. Video musical: Circumstances
10. Video musical: La Villa Strangiato
11. Video musical: A Farewell to Kings (en vivo en el Seneca College Theatre, 1977)
12. Video musical: Xanadu (en vivo en el Seneca College Theatre, 1977)
13. Prueba de sonido con The Spirit of Radio en el Estadio Ivor Wynne de Hamilton (Ontario) (1979)
14. Video musical: Freewill en el festival "Toronto Rocks" (concierto de los Rolling Stones, 2003)
15. Video musical: Closer to the Heart durante el programa para recaudar fondos para ayuda a las víctimas del tsunami en CBC TV, con la participación de Ed Robertson (de Barenaked Ladies) y de "Bubbles" (personaje de Trailer Park Boys) en 2005

## Músicos
- Geddy Lee: Voz, Bajo, Guitarra rítmica y Sintetizadores
- Alex Lifeson: Guitarras eléctrica y acústica, Sintetizador de pedales de bajo
- Neil Peart: Batería y percusión

- Datos: Q1754620